# Вещиці (Лодзинське воєводство)
Вещиці (пол. Wieszczyce) — село в Польщі, у гміні Стшельці Кутновського повіту Лодзинського воєводства.
Населення — 182 особи (2011).
У 1975-1998 роках село належало до Плоцького воєводства.

## Демографія
Демографічна структура станом на 31 березня 2011 року:
|          | Загалом | Допрацездатний вік | Працездатний вік | Постпрацездатний вік |
| -------- | ------- | ------------------ | ---------------- | -------------------- |
| Чоловіки | 90      | 19                 | 62               | 9                    |
| Жінки    | 92      | 18                 | 48               | 26                   |
| Разом    | 182     | 37                 | 110              | 35                   |